# LP (énekes)
Laura Pergolizzi, művésznevén LP (Huntington, Suffolk megye, 1981. március 18. –) amerikai énekesnő és dalszerző. Öt albuma és három EP-je jelent meg. Más előadóknak is írt dalokat, többek között a következőknek: Cher, Rihanna, a Backstreet Boys, Leona Lewis, Mylène Farmer, Céline Dion, Christina Aguilera.

## Életpályája

### Családja és pályája kezdete
Laura Pergolizzi 1981-ben született Long Island-en olasz apától és ír anyától. Apai nagyapja Palermo-ból, anyai nagyszülei Nápolyból származtak. Pergolizzi felvette az "LP" művésznevet, amikor a középiskola elvégzése után New York-ba költözött és elkezdett koncertezni Lionfish nevű bandájával. David Lowery, a Cracker zenekar egyik alapítója látta LP-t fellépni és meghívta őt közreműködőnek a Cinderella című dalhoz, ami a banda 1998-as Gentleman’s Blues című albumán szerepelt. Később Lowery lett a producere LP debütáló lemezének, a Heart-Shaped Scar-nak, ami 2001-ben jelent meg a Koch Records-nál.
LP második albuma, a Suburban Sprawl & Alcohol 2004 júniusában jelent meg a Light Switch Records-nál. A lemezen a dalszerző és zenei producer Linda Perry-vel dolgozott együtt. A promóciós turnék és a pozitív kritikák ellenére az album nem vált széleskörűen ismertté.

### 2006–2010
2006-ban LP fellépett a South by Southwest zenei fesztiválon és a fő lemezkiadók versengeni kezdtek érte. Végül L.A. Reid leszerződtette a Universal Music Group részeként működő Island Def Jam Music Group kiadóval. Azonban LP a művészeti elképzeléseik közötti különbségek miatt felbontotta a szerződést. 2007-ben a SoBe Entertainment független kiadóval szerződött azoknak a daloknak a kiadására, amiket a korábbi lemezcégnél írt. A Love Will Keep You Up All Night azon dalok egyike, amiket az Island Def Jam Music Group-nál szerzett Billy Mann közreműködésével. A dal 2007-ben jelent meg az Unbreakable című Backstreet Boys albumon. LP írta és adta elő a Wasted című dalt, amely a Suburban Sprawl & Alcohol című albumán szerepelt és ami a South of Nowhere című televíziós sorozat főcímdala lett a The N című műsorblokkban, ami jelenleg TeenNick néven fut. A 2010-es évek közepén az MTV The Hills című tv sorozatában is elhangzott egy LP-dal, a Damage Is Done, ami iTunes-on jelent meg.
LP 2009-ben elkezdett dalokat írni más előadók számára, néhány dal Heidi Montag lemezére, a Superficial-ra (Warner Music) került fel. LP társszerzője volt a More Is More, a Twisted, a Hey Boy és a Love It or Leave It című daloknak, valamint Cathy Dennis-szel közösen írták a Look How I'm Doin', az I Do This és a Who's That Girl című dalokat. A Standing Where You Left Me című szám, amit Alexander Kronlunddal írt, Erik Hassle Pieces (Roxy/EMI/Universal) című debütáló albumán jelent meg. 2010-ben LP Los Angelesbe költözött.

### 2011–2012
2010 augusztusában bejelentették, hogy LP aláírt egy szerződést RedOne lemezkiadójánál, a 2011 Records-nál. LP első nagy áttörése dalszerzőként a Cheers (Drink to That) című dal volt, amit Rihanna számára írt társszerzőként és ami Rihanna ötödik stúdió albumán, a Loud című lemezen jelent meg 2010 november 12-én a Def Jam Recordings-nál. A szám tartalmaz egy vokális részletet LP előadásában (Avril Lavigne I’m with You című dalából). Egy 2010-es MTV News interjúban mondta Rihanna: "Szeretem azt a dalt ("Cheers"). Az az egyik kedvenc számom a lemezről. Olyan érzést kelt, mintha ünnepelnél. Nagyszerű érzésed lesz tőle, el akarsz menni szórakozni és inni egyet… Az ember nem tudja kivárni a hétvégét."  LP dalszerzői áttörése folytatódott, amikor társíróként megírta a Beautiful People című számot, amit Christina Aguilera adott elő. A dal a Burlesque: Original Motion Picture Soundtrack című albumra került fel, amely 2010 november 22-én jelent meg az RCA Records gondozásában.
2010 júniusában LP társírója volt az Afraid to Sleep című dalnak, amit az NBC The Voice című műsorában adott elő Vicci Martinez és ami elérte a 10. helyet az iTunes Top Singles slágerlistán. 2011 szeptemberében LP a Warner Bros. Records kiadóval írt alá szerződést. Nem sokkal ezután az LP által írt és előadott Into the Wild című dalt felhasználták egy nemzeti televíziós Citibank reklámkampányban. 2012 áprilisában megjelent LP első nagyobb albuma, az Into the Wild: Live at EastWest Studios, egy öt dalból álló középlemez és elkezdett turnézni, többek között olyan fesztiválokon, mint az SXSW, a Bonnaroo, a Lollapalooza, a Bumbershoot, a Tropfest, de fellépett a tokiói Sonic Boom-on és a londoni Hyde Parkban is. 2012-ben ő lett az első nem férfi Martin Guitar nagykövet.

### 2013–tól napjainkig

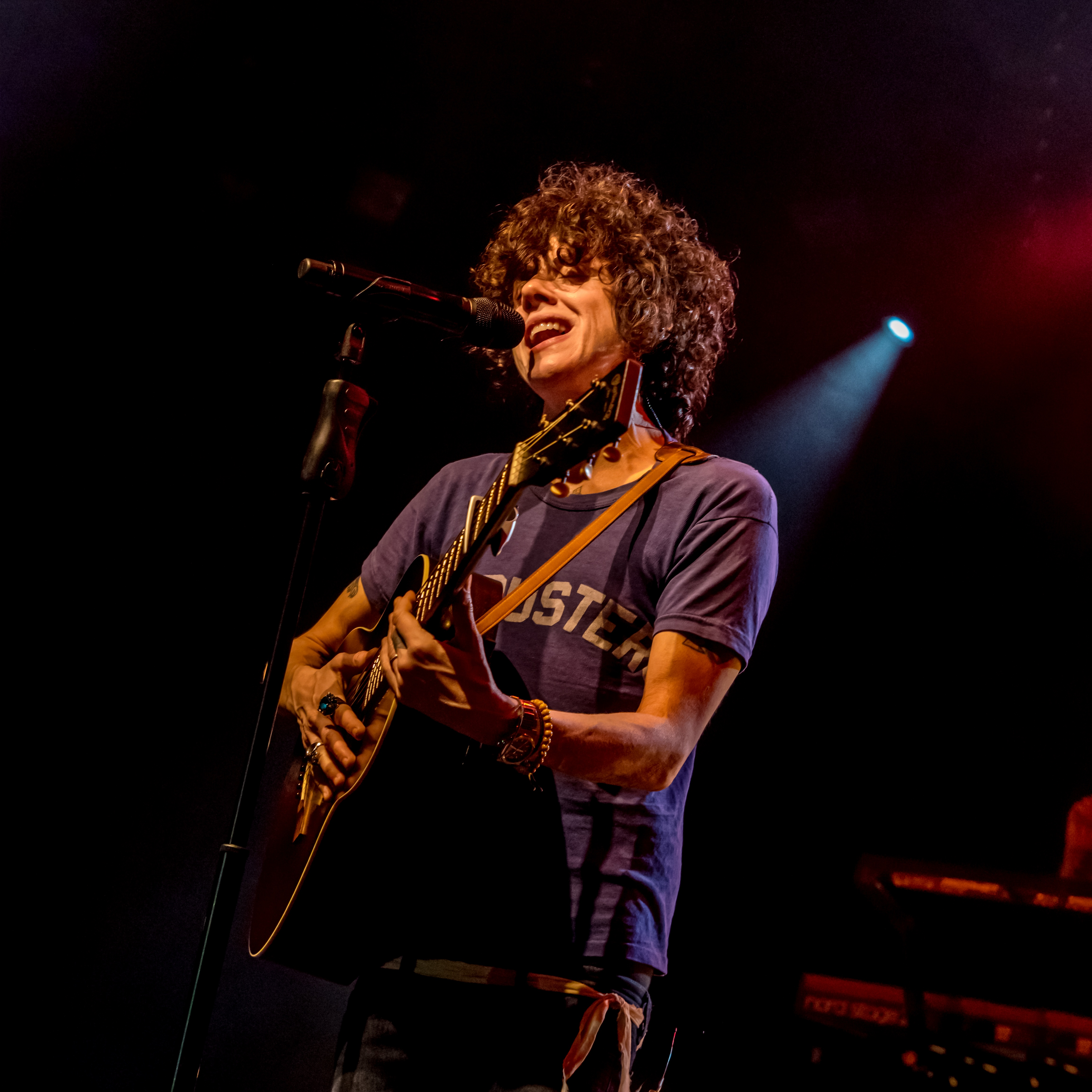
Zelt-Musik-Festival, 2018, Freiburg, Németország

2012 májusában LP volt a hét művésze a Vogue magazinban. A következő két évben felvette a teljes albumát, amin Billy Steinberg, Isabella "Machine" Summers (a Florence and the Machine-ból), Josh Alexander, Claude Kelly, Justyn Pilbrow, Carl Ryden és Rob Kleiner működtek közre. Az album producere Rob Cavallo volt, a Warner Bros. Records elnöke és producere. 2014. április 1-jén bejelentették, hogy LP harmadik teljes hosszúságú stúdió albumának címe Forever for Now lesz és 2014. június 3-án jelenik meg. Az albumot a kislemezre került Night Like This című dallal promotálták. A lemez megjelenése után megjelent egy második kislemez Someday címmel 2014 júniusában Kanadában. 2014. szeptember 16-án volt a premierje a Tokyo Sunrise című dal klipjének a Time magazin weboldalán.
2015 szeptemberében megjelent a Muddy Waters, LP negyedik stúdió albumáról, a Lost on You-ról az első kislemez. 2015 novemberében jelent meg LP egyik legismertebb és legsikeresebb dala, a Lost on You.
2016 júniusában a Muddy Waters-t felhasználták a Narancs az új fekete című Netflix sorozat negyedik évadában az utolsó epizód erőszakos és feszültséggel teli záró jelenetéhez. Szintén ezt a zenét használták az NBC sorozatának, a Shades of Blue-nak az előzetesében. A Muddy Waters az aláfestés a Starz csatorna Power című sorozatának 5. évadában a 4. epizód végén. A Lost on You és a Muddy Waters is a Mike Del Rio-val történő együttműködésből született. 2016. június 17-én megjelent a Death Valley című EP.
Az LP közreműködésével készült Hi Ho Nobody Home című David Baerwald-dal szerepelt a Mr. Mercedes című sorozat egyik epizódjában. 2017-ben felénekelte a Back Where I Belong (Otto Knows dala Avicii közreműködésével) című dalt a Sense8 című Netflix sorozat második évadának 5. részéhez.
LP duettet énekelt Mylène Farmerrel a N’oublie pas című kislemezen, ami 2018. június 22-én jelent meg. A kislemez rögtön slágerlista első lett a francia iTunes listáján. A felvétel Farmer Désobéissance című stúdió albumának második kislemeze.
2018. június 15-én LP bejelentette a Facebook oldalán, hogy új albumon dolgozik. Egy nappal később megjelent az első szám a lemezről, a Girls Go Wild.
2018 szeptemberében felvett két dalt Morrissey új feldolgozáslemezére.
2019-ben LP Strange című dalát felhasználták a Samsung Galaxy telefon reklámjában.

### Magánélete
LP nyíltan vállalja, hogy leszbikus.
2014-től közel hét évig Lauren Ruth Ward énekesnő volt a barátnője.

## További információ
- Hivatalos oldal
- LP a Facebookon
- LP a PORT.hu-n (magyarul)
- LP az Internet Movie Database-ben (angolul)
- LP a Rotten Tomatoeson (angolul)